# Wells Fargo Open 1980
Wells Fargo Open 1980 — жіночий тенісний турнір, що проходив на закритих кортах з твердим покриттям San Diego Sports Arena в Сан-Дієго (США). Належав до Colgate Series в рамках Туру WTA 1980. Відбувсь утретє і тривав з 28 липня до 3 серпня 1980 року. Перша сіяна Трейсі Остін здобула титул в одиночному розряді, свій другий підряд на цьому турнірі, й отримала за це 20 тис. доларів США.

## Фінальна частина

### Одиночний розряд
Трейсі Остін —  Венді Тернбулл 6–1, 6–3
- Для Остін це був 8-й титул в одиночному розряді за сезон і 18-й — за кар'єру.

### Парний розряд
Трейсі Остін /  Енн Кійомура —  Розмарі Казалс /  Венді Тернбулл 3–6, 6–4, 6–3

## Розподіл призових грошей
| Дисципліна       | П       | F       | 3-тє   | 4-те   | ЧФ     | 1/8    | 1/16 |
| Одиночний розряд | $20,000 | $10,000 | $4,950 | $4,650 | $2,100 | $1,100 | $550 |